# Komplexní systém
Komplexní systém je systém složený ze vzájemně propojených částí, které jako celek vykazují jednu nebo více vlastností (chování mezi možnými vlastnostmi), které nejsou jasně viditelné z vlastností jednotlivých částí. Tato charakteristika každého systému se nazývá emergence a platí pro jakýkoliv systém, ne pouze pro systém komplexní.
Systémovou komplexitu lze chápat dvěma způsoby: desorganizovaná komplexita a organizovaná komplexita. Desorganizovaná komplexita je v podstatě záležitost velkého množství částí a organizovaná komplexita je záležitost samotného systému (dost možná s pouze omezeným množstvím částí) vykazujícího emergentní vlastnosti.
Příkladem komplexního systému je třeba mraveniště, lidské hospodaření a sociální struktury, podnebí, nervové soustavy, buňky a živí tvorové, zahrnující lidské bytosti, stejně tak jako moderní energie nebo telekomunikační infrastruktura. Ve skutečnosti je mnoho ze systémů lidského zájmu systémů komplexních.
Komplexní systémy jsou předmětem studií v mnoha oblastech přírodních věd, matematiky a sociálních věd. Oblasti, které se specializují na interdisciplinární studia komplexních systémů, zahrnují teorii systémů, teorii komplexity, systémovou ekologii , logistiku a kybernetiku.

## Přehled
Komplexní systém je jakýkoliv systém obsahující velké množství interagujících komponent, jejichž celková aktivita je nelineární [ve skutečnosti mohou existovat také lineární komplexní systémy] a celkově a za určitých podmínek vykazuje známky samoorganizace. Termín komplexní systém má mnoho významů:
- specifický typ systémů, které jsou komplexní
- oblast vědy studující tyto systémy
- paradigma, že komplexní systémy musí být studovány nelineární dynamikou, dále v článku komplexita

Byly navrženy různé neformální popisy komplexních systémů, které mohou dát představu o jejich vlastnostech. Zvláštní vydání časopisu Science o komplexních systémech  upozornilo na několik z nich:
- komplexní systém je vysoce strukturovaný systém, který vykazuje strukturu s odchylkami (N. Goldenfeld, Kadanoff)
- komplexní systém je takový, jehož vývoj je velmi citlivý na počáteční podmínky nebo malé odchylky, takový, ve kterém je velké množství nezávislých interagujících komponent, nebo takový, ve kterém existuje mnoho cest, kam se může systém vyvinout (Whitesides, Ismagilov)
- komplexní systém je takový, který je těžko pochopitelný a ověřitelný svým designem, funkcionalitou nebo obojím najednou (Weng, Bhalla and Iyengar)
- komplexní systém je takový, kde existuje mnoho interakcí mezi mnoha odlišnými komponentami (D. Rind)
- komplexní systémy jsou v procesu, které se konstantně vyvíjejí a rozvíjejí v průběhu času (W. Brian Arthur).

## Historie
Ačkoliv někdo může namítnout, že lidé studovali komplexní systémy po tisíce let, moderní vědecké studium komplexních systémů je relativně mladé v porovnání s oblastmi vědy jako je fyzika a chemie. Historie vědeckého studia těchto systémů vychází z několika různých pramenů.
V oblasti matematiky byl asi největším příspěvkem ke studiu komplexních systémů objev chaosu v deterministických systémech, rysu určitých dynamických systémů, který silně souvisí s nelinearitou. Studium neuronových sítí bylo také nedílnou součástí pokroku v matematice potřebného ke studiu komplexních systémů.
Představa samoorganizujících se systémů je svázána s prací v nerovnovážné termodynamice, zahrnující průkopnickou práci chemika a laureáta Nobelovy ceny Ilyi Prigogina a jeho studie disipativních struktur.

## Typy komplexních systémů

### Chaotické systémy
Aby byl dynamický systém klasifikován jako chaotický, musí mít následující vlastnosti:

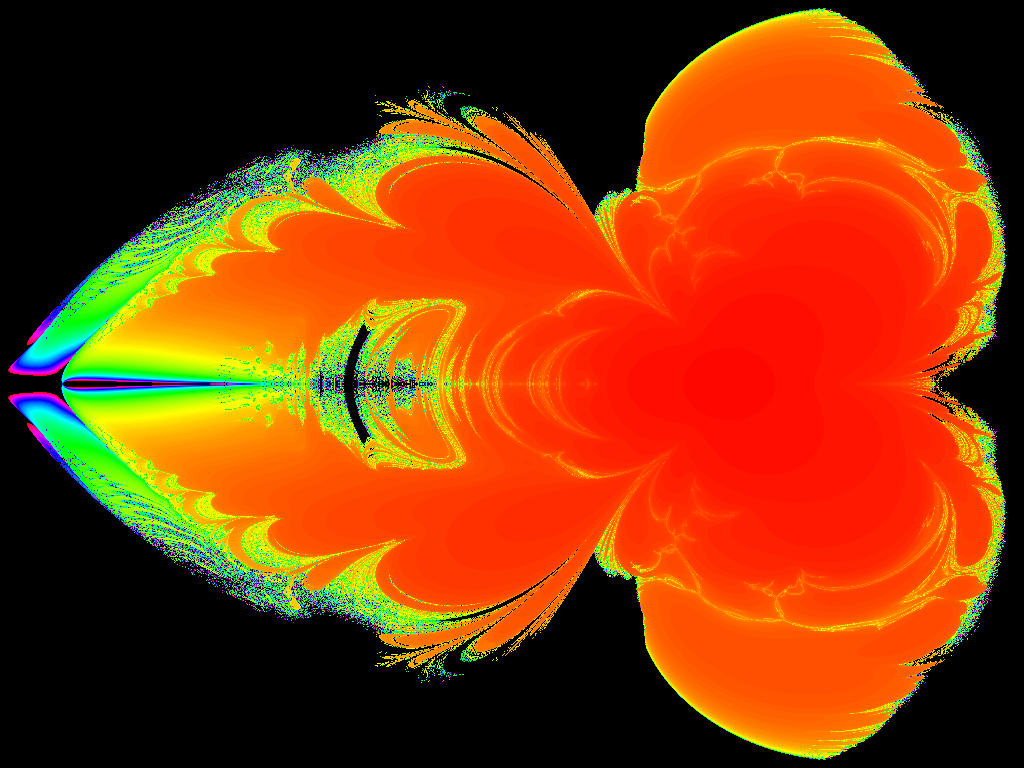
Přičti z k z^{2} minus sdružené číslo z, plus původní hodnota pixelu pro každý pixel, potom počítej, kolik cyklů trvalo, než absolutní hodnota z překročí dva; inverze (hranice jsou vnitřní řadou), takže lze pozorovat, že je ohrožena třetí podmínka, i když je splněna podmínka druhá.

1. musí být citlivý k počátečním podmínkám
2. musí být topologicky smíšený a
3. jeho periodická dráha musí být hustá.

Citlivost k počátečním podmínkám znamená, že každý bod v takovém systému je libovolně těsně odhadnut ostatními body s významně rozdílnými budoucími trajektorijemi. Tudíž libovolně malá odchylka stávající trajektorie může vést k významně rozdílnému budoucímu chování.

### Komplexní adaptivní systém
Komplexní adaptivní systém (KAS) je speciálním případem komplexního systému. Je komplexní v tom, že je rozmanitý a složený z mnoha navzájem propojených prvků a adaptivní v tom, že má schopnost změny a učení se ze zkušeností. Příkladem komplexních adaptivních systémů je burza, sociální hmyz a mraveniště, biosféra a ekosystém, mozek a imunitní systém, buňka a vyvíjející se embryo, výroba a jakékoliv sociální skupinové úsilí v kulturních a sociálních systémech, jako například politické strany nebo komunity. Toto zahrnuje některé rozsáhlé online systémy, jako jsou například systémy kolaborativního tagování nebo sociálního bookmarkingu.

### Nelineární systém
Nelineární systém je takový systém, jehož nejméně jeden prvek není lineární, tedy odezva na výstupu tohoto prvku není násobkem hodnoty na vstupu. Zcela zásadní vlastností nelineárních systémů je to, že v nich obecně neplatí princip superpozice. Prakticky to znamená, že pro analýzu nelineárních systémů není možné použít přímočarým způsobem ty techniky, které v sobě předpoklad platnosti principu superpozice obsahují. Nelinearita, zejména nelinearita silná, může významným způsobem snižovat stabilitu systému a zvyšovat citlivost systému na počáteční podmínky, tedy nelineární systémy jsou náchylnější k tomu, aby vykazovaly známky chaotického chování.

## Témata komplexních systémů

### Rysy komplexních systémů
Komplexní systémy mohou mít následující rysy:
Obtížné určit hranice
Může být obtížné určit hranice komplexního systému. Rozhodnutí je nakonec učiněno pozorovatelem.
Komplexní systémy mohou být otevřené
Komplexní systémy jsou obvykle otevřené systémy, to znamená, že existují v termodynamickém gradientu a ztrácejí energii. Jinými slovy, komplexní systémy jsou mnohdy daleko od energetické rovnováhy: ale navzdory tomuto proudění zde může existovat vzorová stabilita.
Komplexní systémy mohou mít paměť
Historie komplexního systému může být důležitá. Protože komplexní systémy jsou dynamické systémy, během času se mění a předchozí stavy mohou ovlivnit přítomné stavy. Formálněji, komplexní systémy často vykazují hystereze.
Komplexní systémy mohou být vnořené
Komponenty komplexního systému mohou být samy komplexními systémy. Například ekonomika je složena z organizací, které jsou složeny z lidí, kteří jsou složeni z buněk – které jsou všechny komplexními systémy.
Dynamická síť rozmanitosti
Stejně tak jako pravidla párování, je důležitá dynamická síť komplexního systému. Sítě malého světa nebo bezškálové sítě, které mají mnoho lokálních interakcí a menší množství mezioblastních spojení, jsou často upotřebeny. Přírodní komplexní systémy často ukazují takové topologie. Například v lidské mozkové kůře vidíme hustou lokální konektivitu a několik velmi dlouhých axonálních projekcí mezi oblastmi uvnitř mozkové kůry a do ostatních mozkových oblastí.
Mohou vytvářet emergentní jevy
Komplexní systémy mohou vykazovat chování, které je emergentní. To znamená, že zatímco výsledky mohou být deterministické, mohou mít vlastnosti, které lze studovat pouze na vyšší úrovni. Například termiti v hnízdě mají fyziologický, biochemický a biologický vývoj, který je na jedné úrovni analýzy, ale jejich sociální chování a stavba hnízda je vlastnost, která vychází (emerguje) ze skupiny termitů a potřeb, které musí být analyzovány na jiné úrovni.
Vztahy jsou nelineární
Toto prakticky znamená, že malá odchylka může mít velký efekt (podívejte se na motýlí efekt), proporcionální efekt, nebo dokonce vůbec žádný efekt. V lineárních systémech je efekt vždy přímo úměrný příčině.
Vztahy obsahují smyčky zpětných vazeb
Jak negativivní (tlumící), tak pozitivní (zesilující) zpětná vazba se často nacházejí v komplexních systémech. Efekty chování jednotlivých elementů se vracejí zpátky takovým způsobem, že element samotný je modifikován.